# Opercularia diphylla
Opercularia diphylla är en måreväxtart som beskrevs av Joseph Gaertner. Opercularia diphylla ingår i släktet Opercularia och familjen måreväxter. Inga underarter finns listade i Catalogue of Life.